# Campoplex shikotsensis
Campoplex shikotsensis là một loài tò vò trong họ Ichneumonidae.